# C. Gordon Fullerton
Charles Gordon Fullerton, född 11 oktober 1936 i Rochester, New York, död 21 augusti 2013 i Lancaster, Kalifornien, var en amerikansk astronaut uttagen i astronautgrupp 7 den 14 augusti 1969.
Haise genomförde 3 friflygningstester med testglidflygaren Enterprise tillsammans med Fred W. Haise.

## Eftermäle
Orbital ATK:s rymdfarkost Cygnus CRS Orb-1 var uppkallad efter honom. Även asteroiden 12846 Fullerton är uppkallad efter honom.

## Rymdfärder
- STS-3
- STS-51-F